# Echiniscus cervicornis
Echiniscus cervicornis är en djurart som tillhör fylumet trögkrypare, och som beskrevs av Murray 1906. Echiniscus cervicornis ingår i släktet Echiniscus och familjen Echiniscidae. Inga underarter finns listade i Catalogue of Life.